# Lijst van televisiekanalen in Frankrijk
Lijst van televisiekanalen in Frankrijk:

## Openbare omroepen

### France Télévisions
- France 2
- France 3
  - France 3 Alpes
  - France 3 Alsace
  - France 3 Aquitaine
  - France 3 Auvergne
  - France 3 Basse-Normandie
  - France 3 Bourgogne
  - France 3 Bretagne
  - France 3 Centre
  - France 3 Champagne-Ardenne
  - France 3 Via Stella
  - France 3 Côte d'Azur
  - France 3 Franche-Comté
  - France 3 Haute-Normandie
  - France 3 Languedoc-Roussillon
  - France 3 Limousin
  - France 3 Lorraine
  - France 3 Midi-Pyrénée
  - France 3 Nord Pas-de-Calais
  - France 3 Paris Île-de-France
  - France 3 Pays de la Loire
  - France 3 Picardie
  - France 3 Poitou-Charente
  - France 3 Provence-Alpes
  - France 3 Rhône-Alpes
- France 4
- France 5
- France Info
- Geadeloupe la 1ère
- Martinique la 1ère
- Réunion la 1ère
- Mayotte la 1ère
- Guyane la 1ère
- Polynésie la 1ère
- Nouvelle-Calédonie la 1ère
- Saint Pierre-et-Miquelon la 1ère
- Wallis-et-Futuna la 1ère

### France Médias Monde
- France 24

### Overigen
- ARTE
- La Chaîne parlementaire (LCP)
- TV5MONDE

## Commerciële omroepen

### Groupe TF1
- TF1 vanaf 1987 geprivatiseerd
- TF1 +1
- TMC
- TMC +1
- TFX
- TF1 Séries Films
- La Chaîne Info (LCI)
- Histoire TV
- TV Breizh
- Ushuaïa TV
- Série Club (50% Groupe M6, 50% Groupe TF1)

### Groupe M6
- M6
- W9
- 6ter
- Gulli
- Paris Premiére
- Téva
- M6 Music
- MCM
- MCM TOP
- RFM TV
- Canal J
- Tiji
- Série Club (50% Groupe M6, 50% Groupe TF1)

### Groupe Canal+
- Canal+
- C8
- CNews, voorheen: I-Télé (2005-2017)
- CStar, voorheen D17 (2012-2016)
- Canal+ Sport 360
- Canal+ Sport
- Canal+ Foot
- Canal+ Cinéma
- Canal+ Grand Écran
- Canal+ Séries
- Canal+ Docs
- Canal+ Kids
- Infosport+
- Foot+
- Rugby+
- Golf+
- Comédie+
- Polar+
- Olympia TV
- Ciné+ Premier
- Ciné+ Frisson
- Ciné+ Émotion
- Ciné+ Famiz
- Ciné+ Club
- Ciné+ Classic
- Télétoon+
- Télétoon+1
- Piwi+
- Planète+
- Planète+ Crime
- Planète+ Aventure
- Seasons
- CStar Hits France

### NRJ Group
- NRJ 12
- NRJ Hits
- Chérie 25

### Altice Médias
- BFM TV
- BFM Business
- BFM Paris Île de France
- BFM Lyon
- BFM Grand Lille
- BFM Grand Littoral
- BFM DICI Haute-Provence
- BFM DICI Alpes du Sud
- BFM Marseille Provence
- BFM Toulon Var
- BFM Nice Côte d'Azur
- BFM Alsace
- BFM Normandie
- RMC Story, voorheen: Numéro 23 (2012-2018)
- RMC Découverte
- RMC Sport 1
- RMC Sport 2
- Tech & Co, voorheen: 01TV (2020-2022)

### Mediawan Thematics
- AB1
- RTL9
- Animaux
- Trek
- Toute l'Histoire
- Science & Vie TV
- Chasse & Pêche
- Crime District
- Mangas
- Action
- Clubbing TV
- Lucky Jack.tv
- Golf Channel
- Automoto la chaîne

### The Walt Disney Company France
- Disney Channel
- Disney Channel +1
- Disney Junior
- National Geographic
- National Geographic Wild

### Groupe Amaury
- L'Équipe, voorheen L'Équipe 21 (2012-2016)

## Andere kanalen
- MTV
- MTV Hits
- Game One
- Game One +1
- J-One
- BET
- Comedy Central
- Nickelodeon
- Nickelodeon +1
- Nickelodeon Junior
- Nickelodeon Teen
- Paramount Channel
- Paramount Channel Décalé
- Discovery Channel
- Discovery Science
- Investigation Discovery
- Eurosport France
- Boomerang
- Boomerang +1
- Boing
- Cartoon Network
- Toonami
- Warner TV
- TCM Cinéma
- KTO
- Pink TV
- FashionTV

Lijst van televisiekanalen in Frankrijk